# Mitsubishi Ki-30
Le Mitsubishi Ki-30 (九七 式 軽 爆 撃 机, Kyunana-shiki keibakugekiki) est un bombardier léger japonais de la Seconde Guerre mondiale. Pendant la guerre, il est connu par les Alliés sous le nom de Ann.

## Conception et développement
Le Ki-30 est développé en réponse à une demande en mai 1936 de l'armée impériale japonaise afin de remplacer le bombardier léger Kawasaki Ki-3 (en). Mitsubishi et Kawasaki sont appelés à construire deux prototypes chacun en décembre 1936 ayant pour principale spécification une vitesse de pointe à 400 km/h à 3 000 m d'altitude. La capacité de monter à 3 000 m en huit minutes, une charge de bombe normale de 300 kg et maximum de 450 kg, la possibilité d'effectuer des bombardements en piqué à 60° et une masse maximale de moins de 3 300 kg.
Le premier prototype vole le 28 février 1937. À l'origine conçu avec un train d'atterrissage rétractable, des tests en soufflerie indiquent que les accélérations étaient minimes avec ce poids supplémentaire. Un train d'atterrissage fixe avec carénage aérodynamique est choisi à la place. Le pilote est assis juste au-dessus du bord d'attaque de l'aile et le copilote juste derrière le bord de fuite de l'aile dans une longue verrière qui leur permet d'obtenir une excellente vision des alentours.
Un deuxième prototype, équipé du moteur Nakajima Ha-5 un peu plus puissant, est achevé le même mois. Bien qu'avec deux mois de retard et en surpoids, les deux prototypes atteignent ou dépassent toutes les spécifications requises. Le Service aérien de l'Armée impériale japonaise passe une commande pour 16 services d'essais. Ils sont livrés en janvier 1938, et à la suite des essais, l'armée ordonne la production des Ki-30 en mars sous la désignation de Army Type 97 Light Bomber.

## Histoire opérationnelle

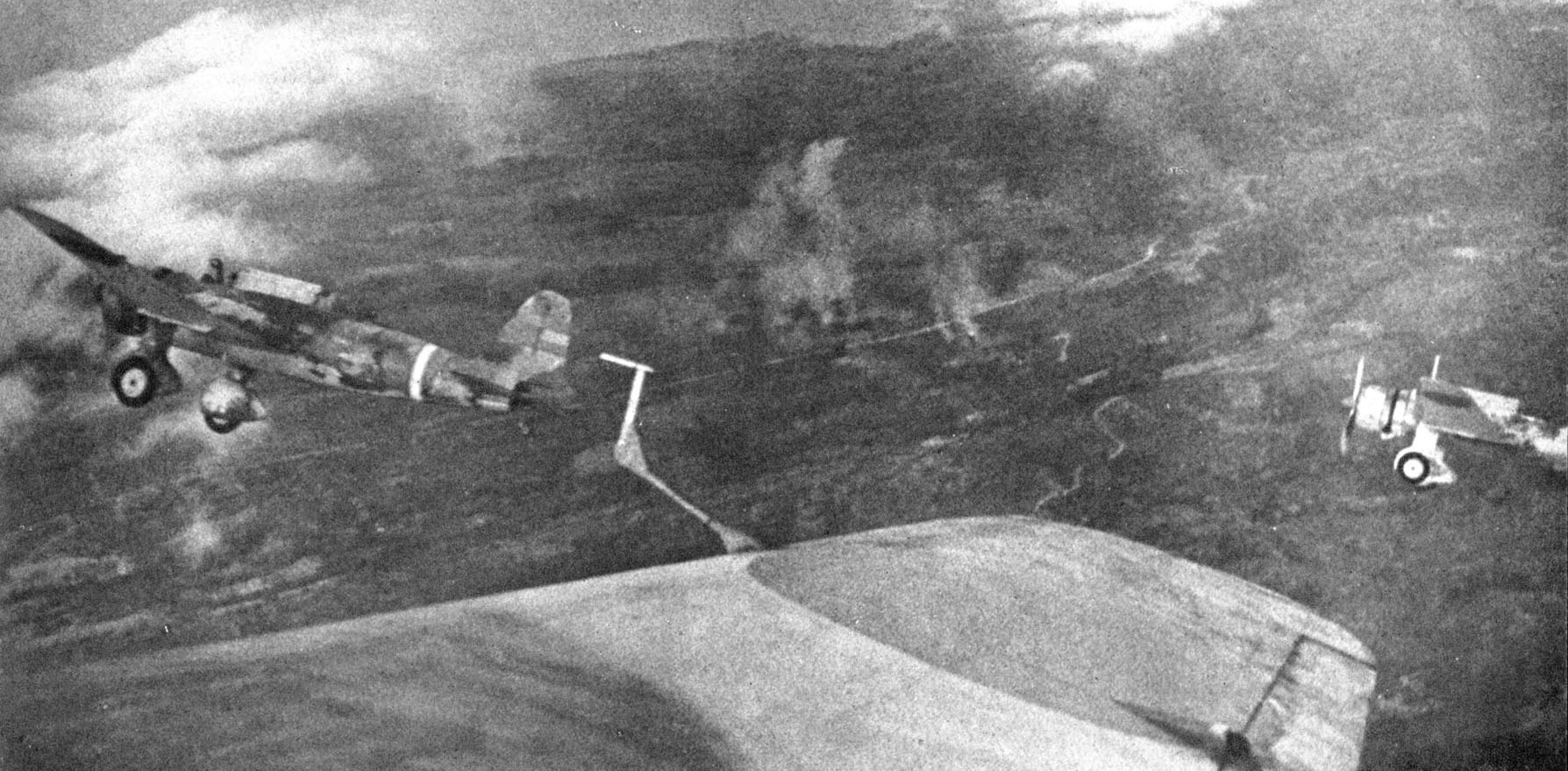
Mitsubishi Ki-30 survolant la ligne principale sur Bataan en 1942.

Les Ki-30 sont utilisés la première fois en combat pendant la seconde guerre sino-japonaise à partir du printemps 1938. Ils s'avèrent fiables dans les opérations sur terrain non-préparé tout en fonctionnant avec des escorte de chasseurs. Ce succès continue dans les premiers stades de la guerre du Pacifique, et les Ki-30 participent largement à des opérations aux Philippines. À la fin de 1942, la plupart des modèles produits relèguent à un rôle de formation. De nombreux avions sont utilisés dans des attaques kamikazes vers la fin de la guerre. 
Fin 1940, le Ki-30 est en service dans la Force aérienne royale thaïlandaise, et est notamment utilisé durant la guerre franco-thaïlandaise.